# Heinrich-Otto von Hagen

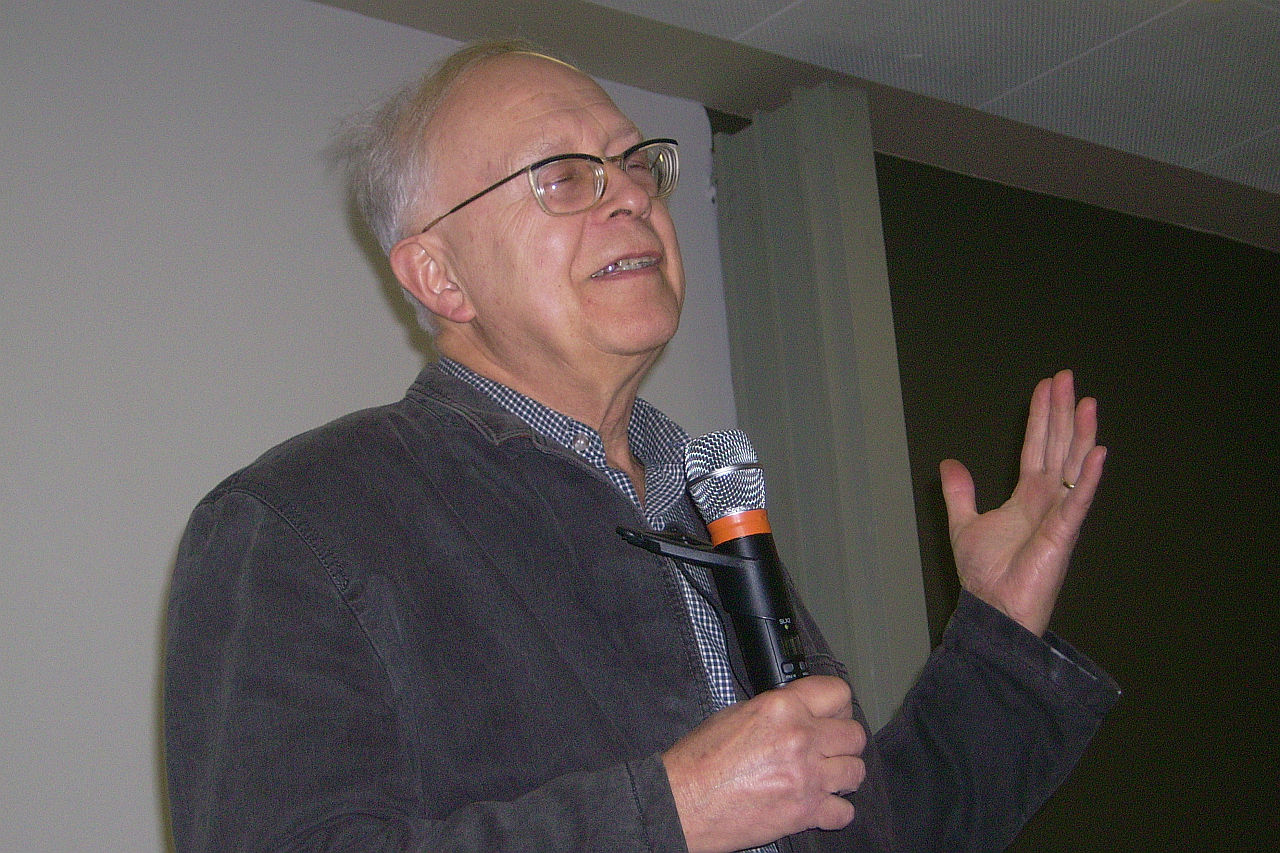
Heinrich-Otto von Hagen 2010

Heinrich-Otto von Hagen (* 15. Februar 1933 in Cottbus; † 28. Juli 2025 in Marburg) war ein deutscher Zoologe und Hochschullehrer.

## Leben
Der als 12-Jähriger nach Westdeutschland geflüchtete von Hagen studierte Biologie und Evangelische Theologie in Bonn und Münster. Seine Dissertation zum Dr. rer. nat. erwarb er 1962 mit einer Arbeit Freilandstudien zur Sexual- und Fortpflanzungsbiologie von Uca tangeri in Andalusien an der Universität Münster. Seine Habilitation folgte 1971 an der Universität Karlsruhe. Er erhielt einen Ruf als Professor für Zoologie zunächst in Karlsruhe, später war er (1974–1998) Ordinarius der Universität Marburg. Dort erarbeitete er sich ein Renommee für geschliffene Rhetorik, leidenschaftliches Eintreten für Artenschutz und Evolutionsbiologie sowie ein besonderes Engagement für die Lehre.
Auf Anregung seines theologischen Lehrers Carl Heinz Ratschow hielt er 1975 bis 1992 regelmäßig Predigten in den Ökumenischen Universitätsandachten Marburg, seit 1986 auch in der protestantischen Matthäuskirche in Marburg-Ockershausen. Dokumentiert ist eine Auswahl dieser Predigttexte in einem 2008 erschienenen Buch. Der Titel dieses inhaltlich unkonventionellen Bandes bezieht sich auf einen Spruch von Paul Valéry: „Surgit ventus, temptemus vivere“ (Ein Wind kommt auf, versuchen wir zu leben). In den Jahren 2019 bis 2024 veröffentlichte von Hagen vier weitere Bücher mit Meditationen zu alt- und neutestamentarischen Texten.

## Werke (Auswahl)
Monografien
- Und Sie hatten Flügel wie Storchenflügel. Spenner, Oer-Erkenschwick 2024, 72 S., ISBN 978-3-89991-268-5
- Da war der Berg voll feuriger Rosse und Wagen. Spenner, Oer-Erkenschwick 2022, 78 S., ISBN 978-3-89991-253-1
- Sie warteten darauf, dass sich das Wasser bewegte. Spenner, Kamen 2021, 68 S., ISBN 978-3-89991-231-9
- Dein Haar ist wie eine Herde Ziegen, die herabsteigen vom Gebirge Gilead. Spenner, Kamen 2019, 79 S., ISBN 978-3-89991-210-4
- Ein Wind kommt auf. Predigten. Spenner, Waltrop 2008, 244 S., ISBN 3-89991-071-0
- Bruder Hasenherz : alte u. neue Hasenheimlichkeiten. (gemeinsam mit Jürgen Weber) Gerstenberg, Hildesheim 1988, ISBN 3-8067-2045-2
- Anpassungen an das spezielle Gezeitenzonen-Niveau bei Ocypodiden (Decapoda, Brachyura). (Universität Karlsruhe, Habilitations-Schriften 1971)
- Freilandstudien zur Sexual- und Fortpflanzungsbiologie von Uca tangeri in Andalusien. (Universität Münster, Dissertation vom 13. Februar 1962)

Übersetzungen
- Charles F. Tunnicliffe: Von der Schönheit unserer Vögel : aus dem Skizzenbuch eines Tiermalers. Gerstenberg, Hildesheim 1983, ISBN 3-8067-2008-8